# Grup Progressista d'Åland
El Grup Progressista d'Åland (suec: Ålands Framstegsgrupp) va ser un partit polític de les Illes Åland. A les eleccions de 1999 i 2003, el partit va obtenir un representant als parlaments provincials. En concret, el 2003 el partit va obtenir el 3,4% dels vots populars i 1 dels 30 escons del Parlament d'Åland. El partit no va participar en les eleccions del 2007.
El partit es va fundar el 16 d'agost de 1999 i es va registrar al registre de l'associació el juliol de 2000. El president del grup era Ronald Boman, el vicepresident era Pentti Timonen i el secretari era Rolf Söderback. Havent desertat del partit de Cooperació Liberal  Boman va ser l'únic representant del seu partit als parlaments provincials (1995–2007). També va representar el seu partit a l'ajuntament de Mariehamn. A les eleccions municipals de 1999, va obtenir un representant (Timonen) també al consell de Finström.

## Resultats electorals
| Any  | Vots | %    | Escons | +/- |
| ---- | ---- | ---- | ------ | --- |
| 1999 | 580  | 4.81 | 1 / 30 | Nou |
| 2003 | 416  | 3.37 | 1 / 30 | =   |